# Acymatopus oxycercus
Acymatopus oxycercus är en tvåvingeart som beskrevs av Masunaga, Saigusa och Yang 2005. Acymatopus oxycercus ingår i släktet Acymatopus och familjen styltflugor. Inga underarter finns listade i Catalogue of Life.